# BIK (Kennzahl)
Die BIK-Regionen und Verflechtungsgebiete sind eine bundesweite räumliche Gliederungssystematik, die die Stadt-Umland-Beziehungen auf Gemeindeebene für Ballungsräume, Stadtregionen, Mittel- und Unterzentren darstellt. Die Bezeichnung „BIK“ geht zurück auf das Institut „BIK Aschpurwis + Behrens GmbH“ in Hamburg.
Zu einer BIK-Region gehören alle Gemeinden, deren Pendlerpriorität auf eine gemeinsame Kernstadt gerichtet ist. Pendlerquote und Pendlerpriorität werden über eine Verknüpfung von Pendlerdaten der Bundesagentur für Arbeit (sozialversicherungspflichtig Beschäftigte nach Wohn- und Arbeitsort) sowie der laufenden Bevölkerungsfortschreibung der Statistischen Landesämter (Bevölkerung am Ort der Hauptwohnung in den Gemeinden) berechnet.
Pendeln mindestens 7 % der Wohnbevölkerung als sozialversicherungspflichtig Beschäftigte in eine Kernstadt ein, so gilt diese als bevorzugtes Pendlerziel der Gemeinde (Pendlerpriorität). Daneben fließen verschiedene Mindestgrößen für Kernstädte und Regionen sowie statistische Verfahren in die Berechnung mit ein, um große Einzelstädte ohne ausreichenden Pendlerzustrom sowie Subzentren innerhalb größerer Verflechtungsräume angemessen zu berücksichtigen. Die BIK-Regionen werden seit 1991 durch das private Regional- und Marktforschungsinstitut BIK Aschpurwis + Behrens GmbH erstellt. Neben zahlreichen Anwendungen in soziologischen, ökonomischen und geografischen Projekten (zum Beispiel sozioökonomisches Panel SOEP) werden die BIK-Regionen auch durch das Statistische Bundesamt zur nichtadministrativen Gebietsgliederung verwendet und stellen eine wesentliche Grundlage für das ADM-Flächenstichprobensystem zur Schichtung von Stichproben der deutschen Markt- und Sozialforschungsinstitute dar.
Nach der Bevölkerungszahl in der BIK-Region werden sie in vier Regionstypen unterteilt:
1. Ballungsräume sind große, hochverdichtete Agglomerationen, in denen die Kernstädte mit ihrem Umland mindestens 750.000 Einwohner umfassen.
2. Stadtregionen sind größere Verdichtungs- und Verflechtungsbereiche mit mindestens 100.000 Einwohnern (Kernstadt und Umlandgemeinden).
3. Mittelzentrengebiete sind Verflechtungsbereiche von Kernstadt und Umland mit zusammen zwischen 25.000 und 100.000 Einwohnern.
4. Unterzentrengebiete sind kleine Verflechtungsgebiete mit 6.000 bis 25.000 Einwohnern.
5. Keine BIK-Region: Hierunter fallen Gemeinden, die zu keiner BIK-Region gehören, weil sie keine ausreichend hohe Zielpendlerquote auf eine Kerngemeinde haben (ca. ein Drittel aller Gemeinden – 31 %).

Für statistische Analysen wird darüber hinaus häufig eine Einteilung von Wohnorten in sieben Größenklassen verwendet, das BIK-Ortsgrößen- oder Gemeindegrößensystem:
- BIK 1: Unter 2000 Einwohner
- BIK 2: 2000 bis unter 5000 Einwohner
- BIK 3: 5000 bis unter 20.000 Einwohner
- BIK 4: 20.000 bis unter 50.000 Einwohner
- BIK 5: 50.000 bis unter 100.000 Einwohner
- BIK 6: 100.000 bis unter 500.000 Einwohner
- BIK 7: 500.000 Einwohner und mehr